# August Allert
August Gustaw Allert (ur. 25 października 1870, zm. 29 czerwca 1931 w Poznaniu) – polski architekt i działacz społeczny.

## Życiorys
Allert jest twórcą licznych budowli na terenie Polski, w samej Częstochowie według jego projektu powstały m.in.: budynek szpitala Towarzystwa Dobroczynności dla Żydów na Zawodziu, kościół ewangelicko-augsburski, willa Ludwika Buhlego i jego własna willa.
Oprócz działalności zawodowej zajmował się działalnością społeczną, był organizatorem zbiórki na rzecz częstochowskiej straży pożarnej, w 1920 roku kierował miejskiemu Kołu Górnoślązaków.
W końcu lat 20. wyjechał do Poznania.

Projekty
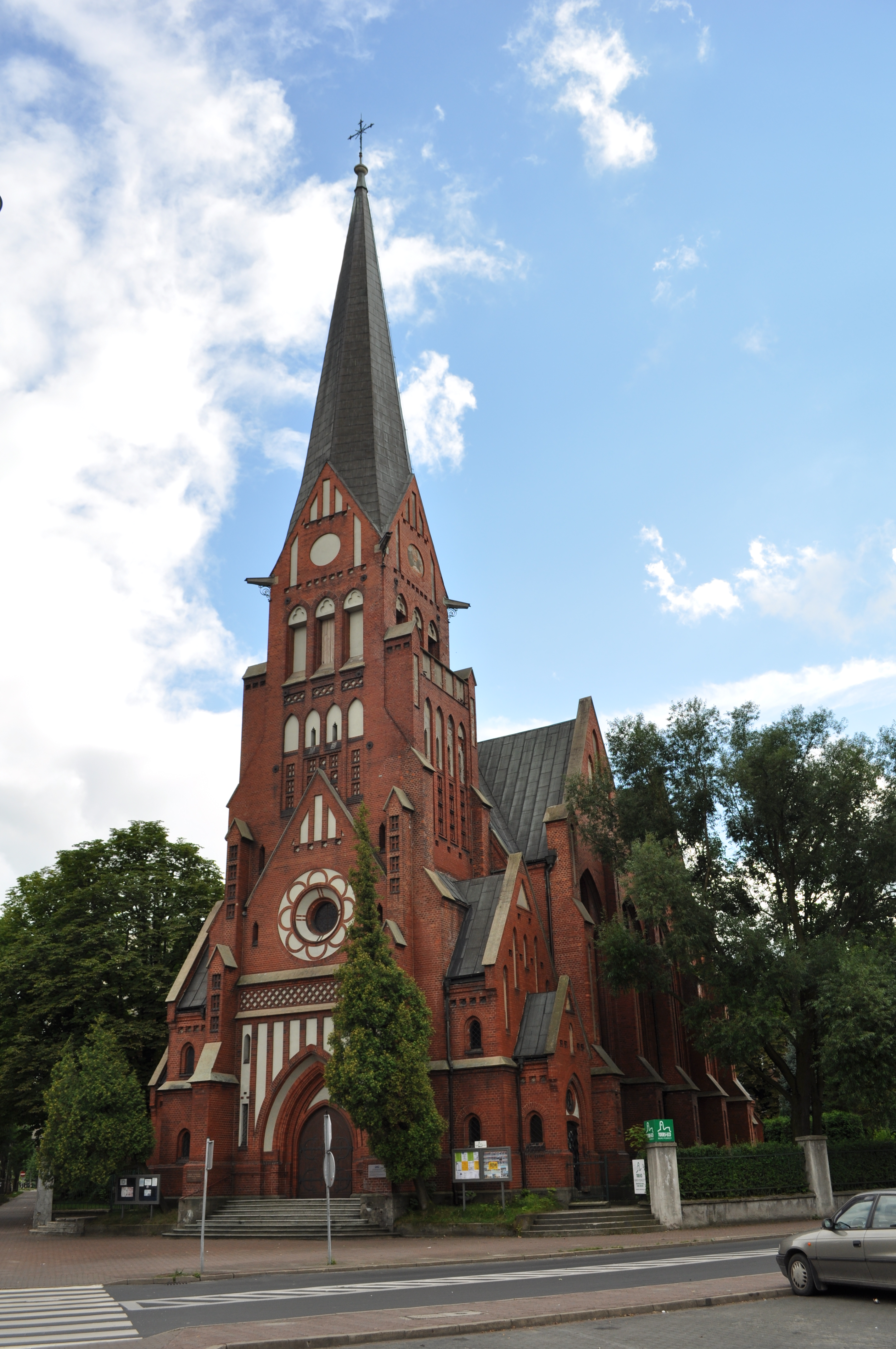
Kościół Ewangelicko-Augsburski Wniebowstąpienia Pańskiego w Częstochowie
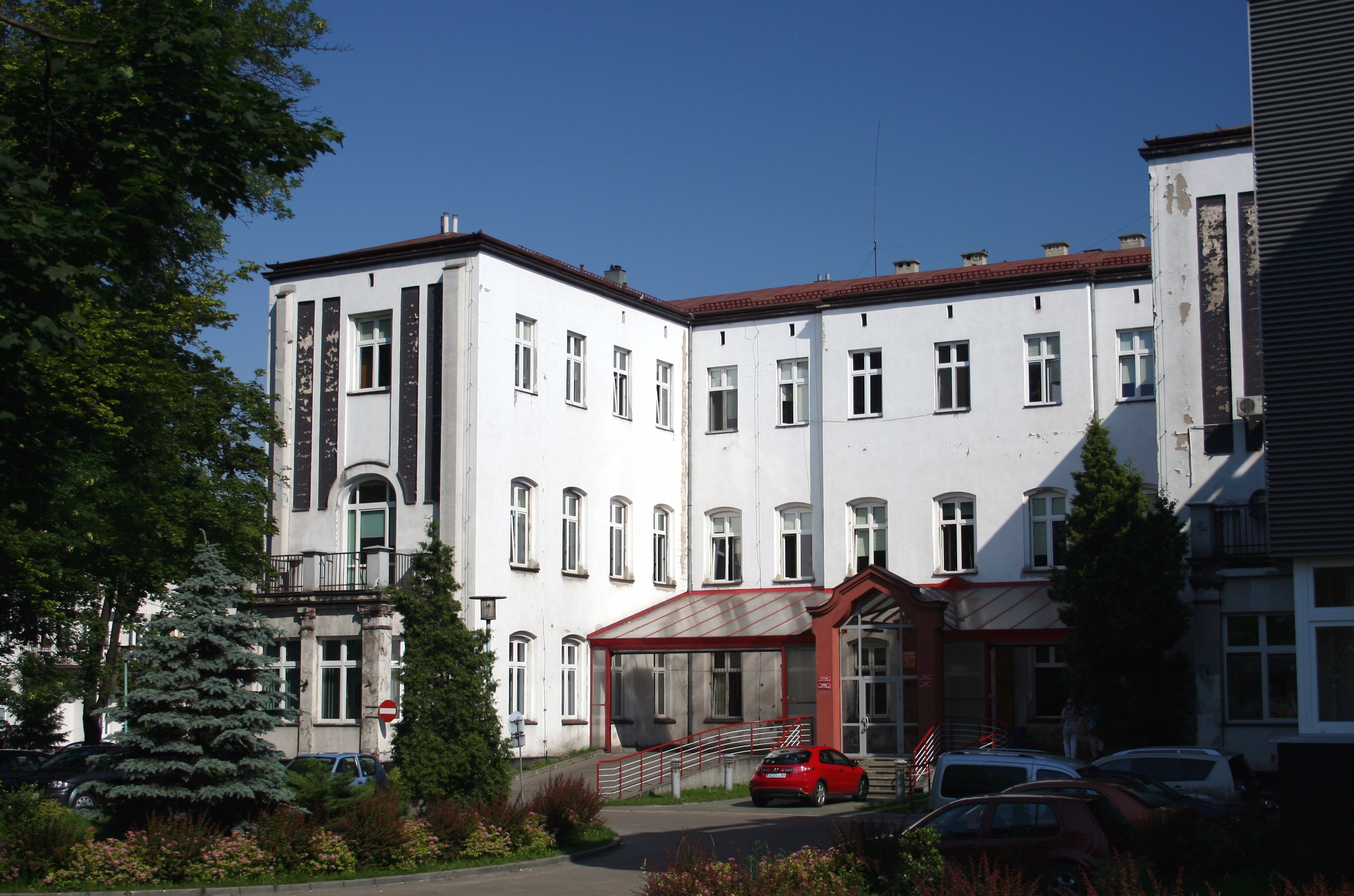
Fragment Miejskiego Szpitala Zespolonego im. Rydygiera